# 布達佩斯地鐵81-717.2K/714.2K型電聯車
布達佩斯地鐵81-717.2K/714.2K型電聯車是布達佩斯地鐵的一款通勤型電聯車，以自開業營運使用的Yev型列車與1979年購入的81-717/714型進行更新改造而來，由地鐵車輛機械製造廠負責執行列車翻新工程。

## 概要
2014年11月負責營運布達佩斯地鐵的布達佩斯交通運輸（BKV）宣布實施列車翻新工程計劃，將各型老舊的車輛進行壽命延長30年更新工程。由於改造數量龐大，因此吸引了阿爾斯通、鐵路建設和協助公司（CAF）等世界各地的知名鐵路車輛製造公司前來招標。本次列車延壽更新計畫最終由位於俄羅斯莫斯科的地鐵車輛機械製造廠得標，改造合約於2015年7月8日簽訂。經過車身和主要設備的大規模更新，第一組列車終於在2016年完成，並且將列車型號訂為81-717.2K/714.2K型。
編組方式為兩輛有駕駛室的81–717.2K型作為前後方的車頭，中間與81-714.2K型動力車連掛，一般以六輛車為一組行駛。車體使用輕量化碳鋼打造，列車車頭端面右側為駕駛室，左側為緊急逃生出口，為了改善駕駛員工作環境，座椅改成符合人體工學的座椅。客艙座椅為長條形通勤座椅，並且設有可供輪椅與嬰兒車的停放空間，車廂照明從原先的日光燈照明改為LED照明，因此降低了車廂照明的養護成本。電機設備的部分相較舊的系統，更新後大幅減少能源消耗，提升了能源使用效率。
第一列完工的列車於2017年3月開始試運轉，同年3號線開始正式通車營運，因此加快了原定的更新工程速度，2018年4月起，將所有尚未改造完成的車輛停用，並且於同年完成所有車輛的改造。

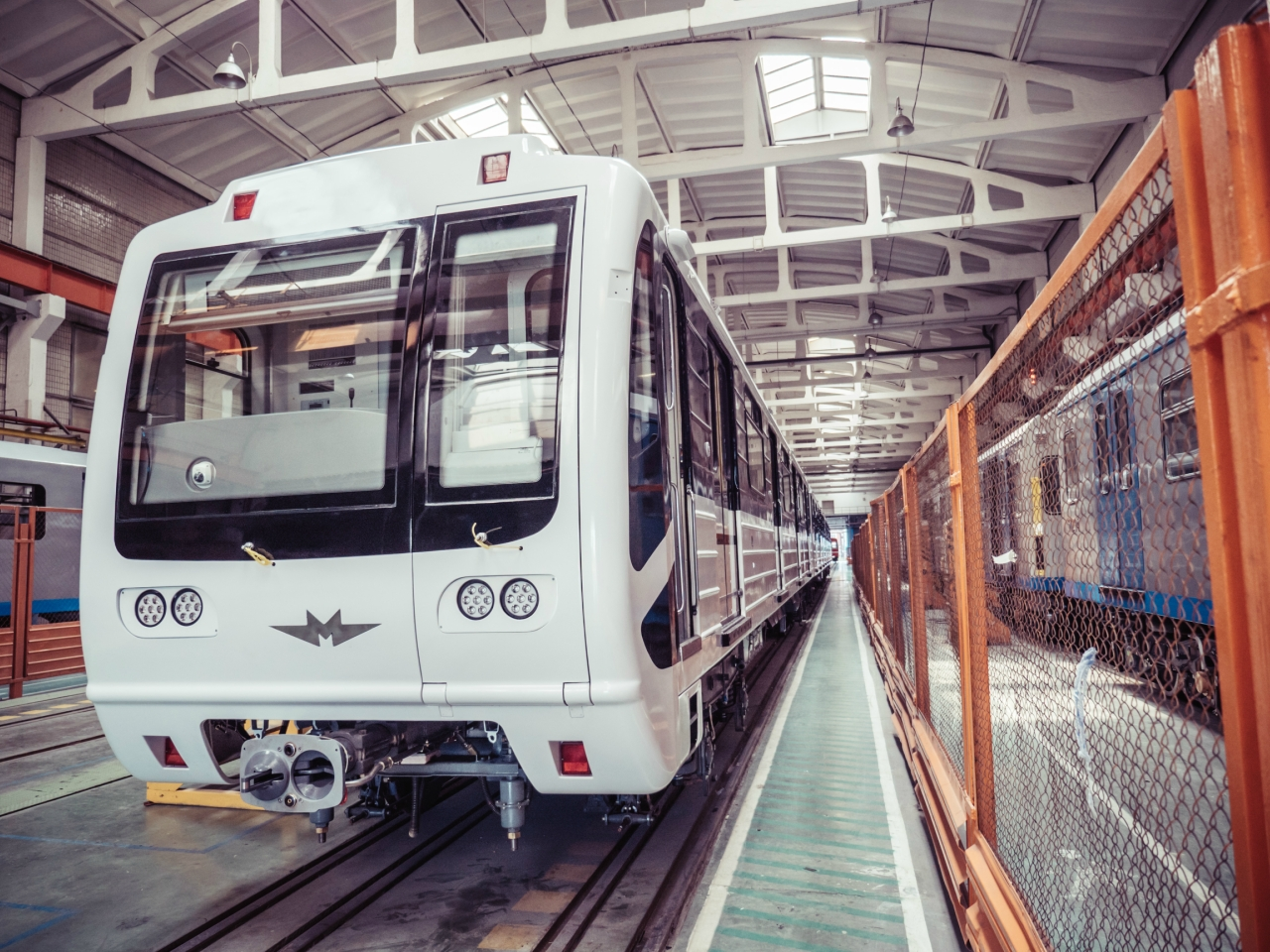
車頭
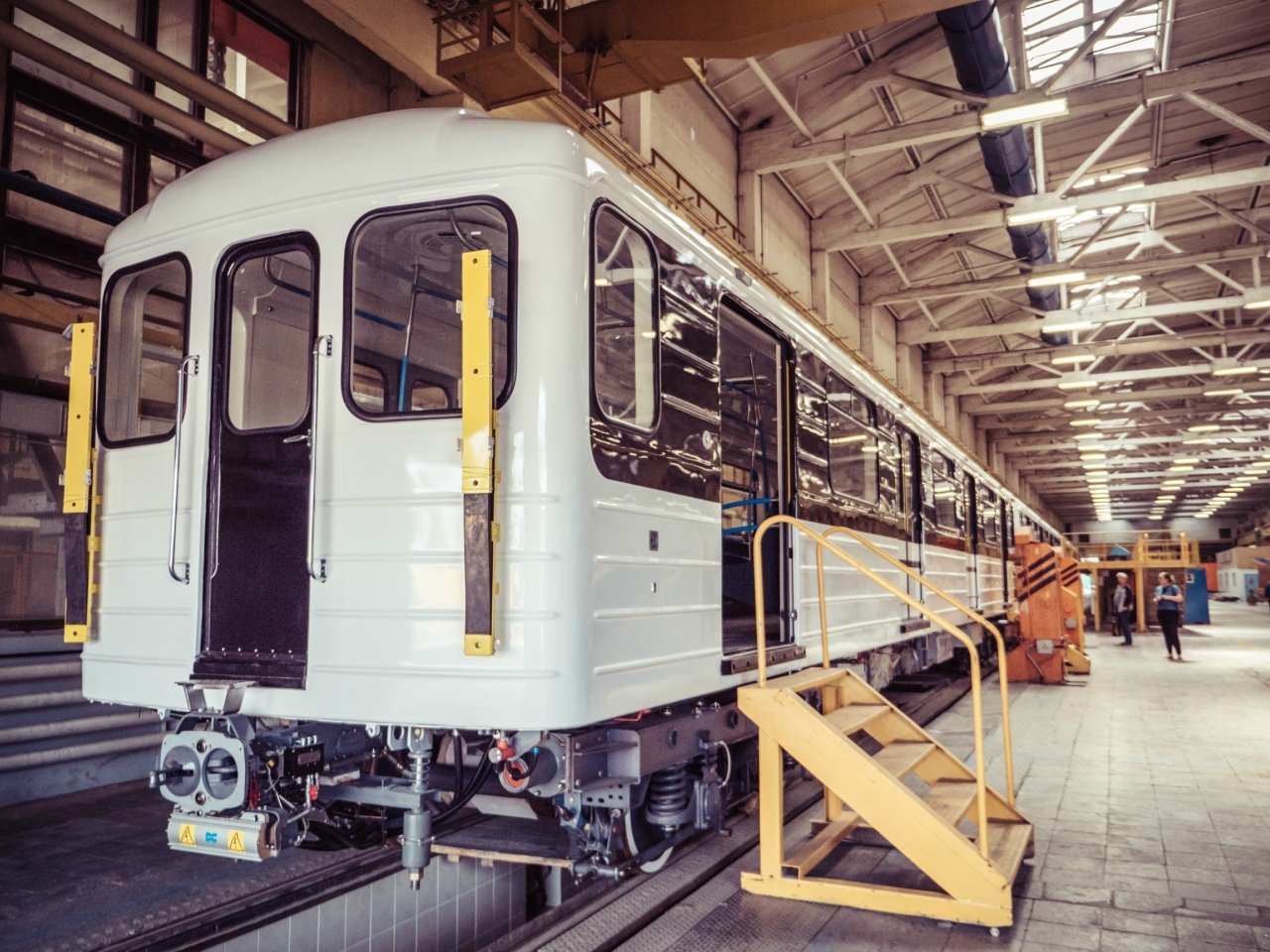
連結面
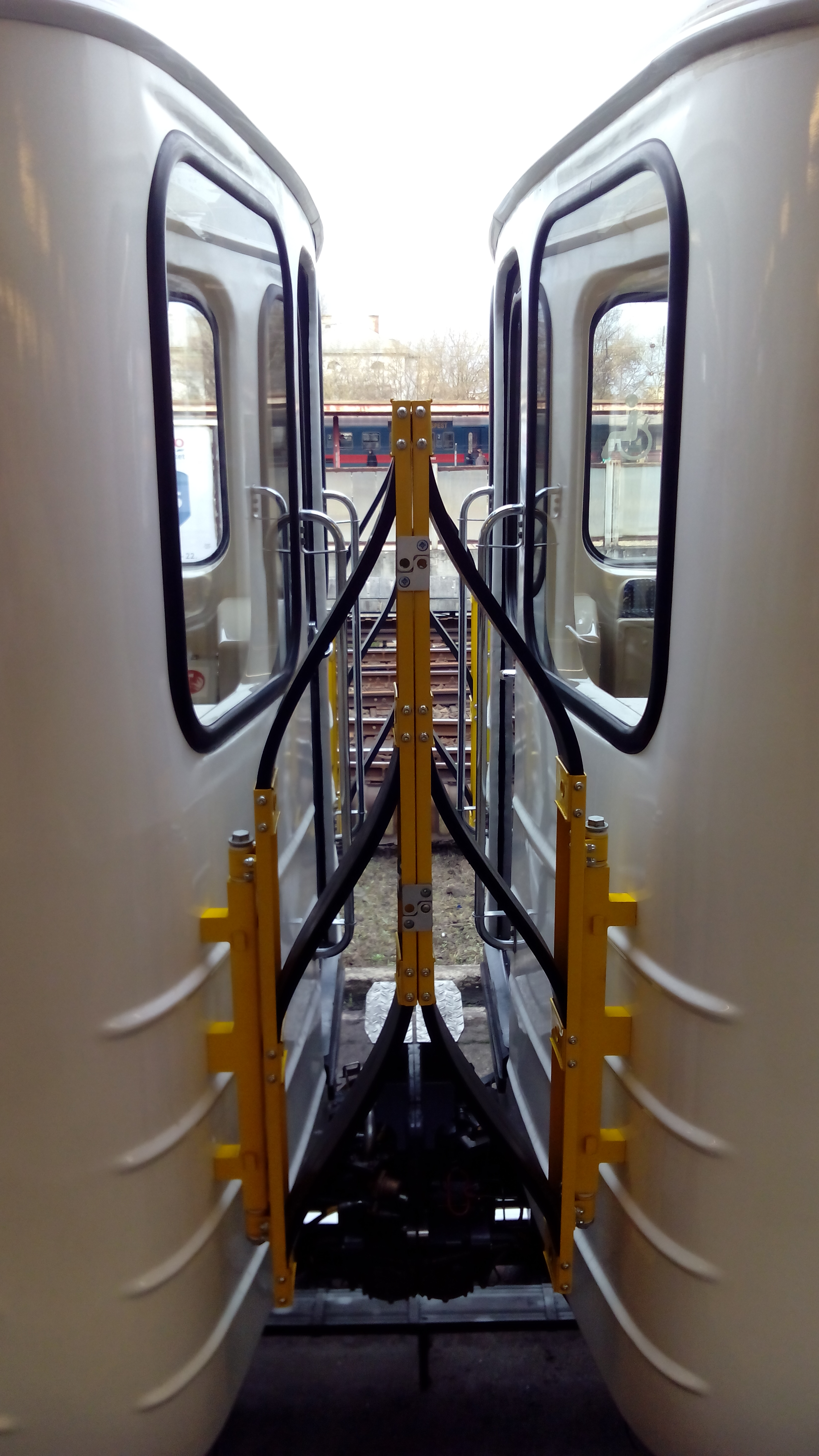
車廂與車廂間的防墜柵欄
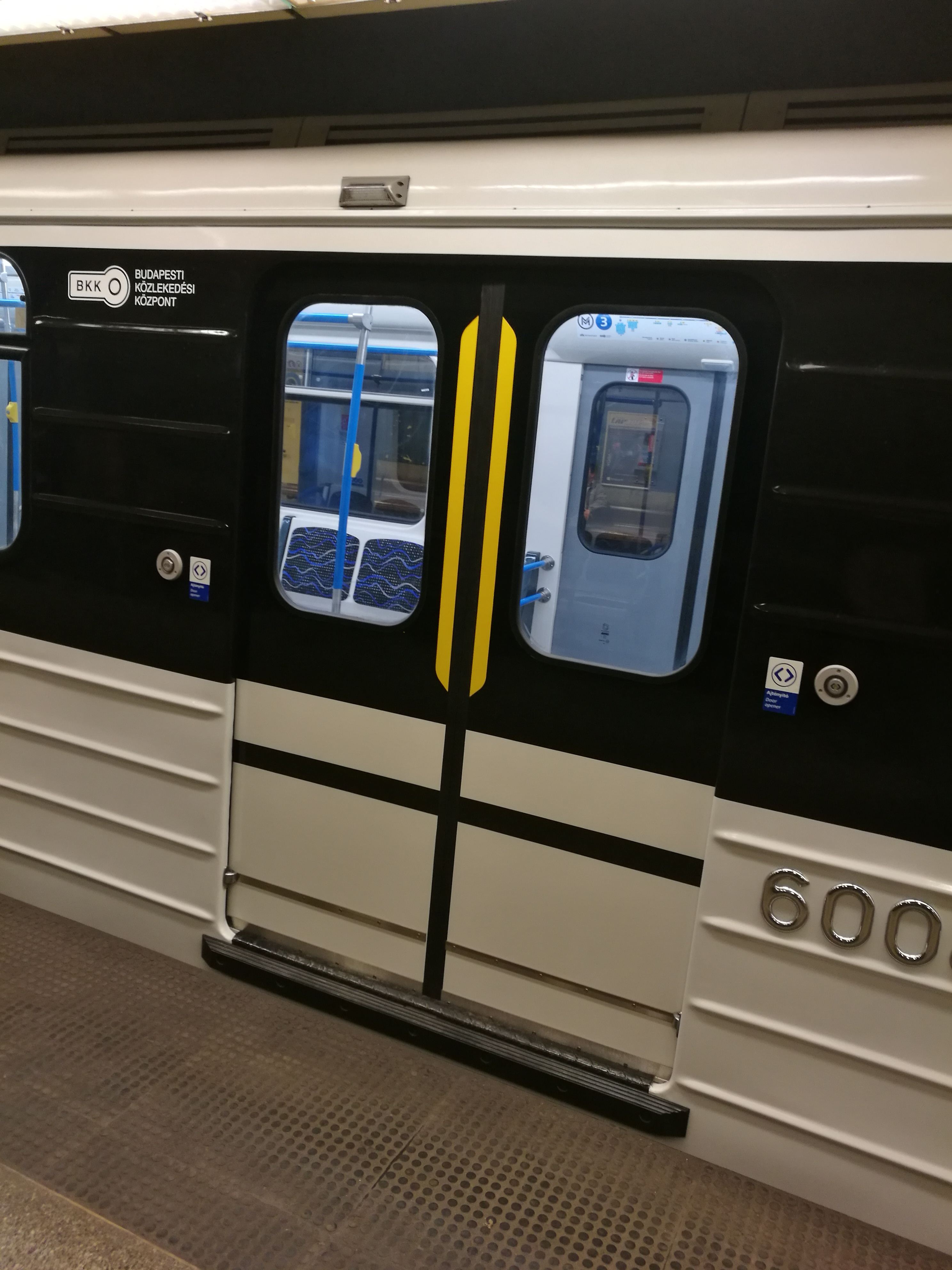
車門
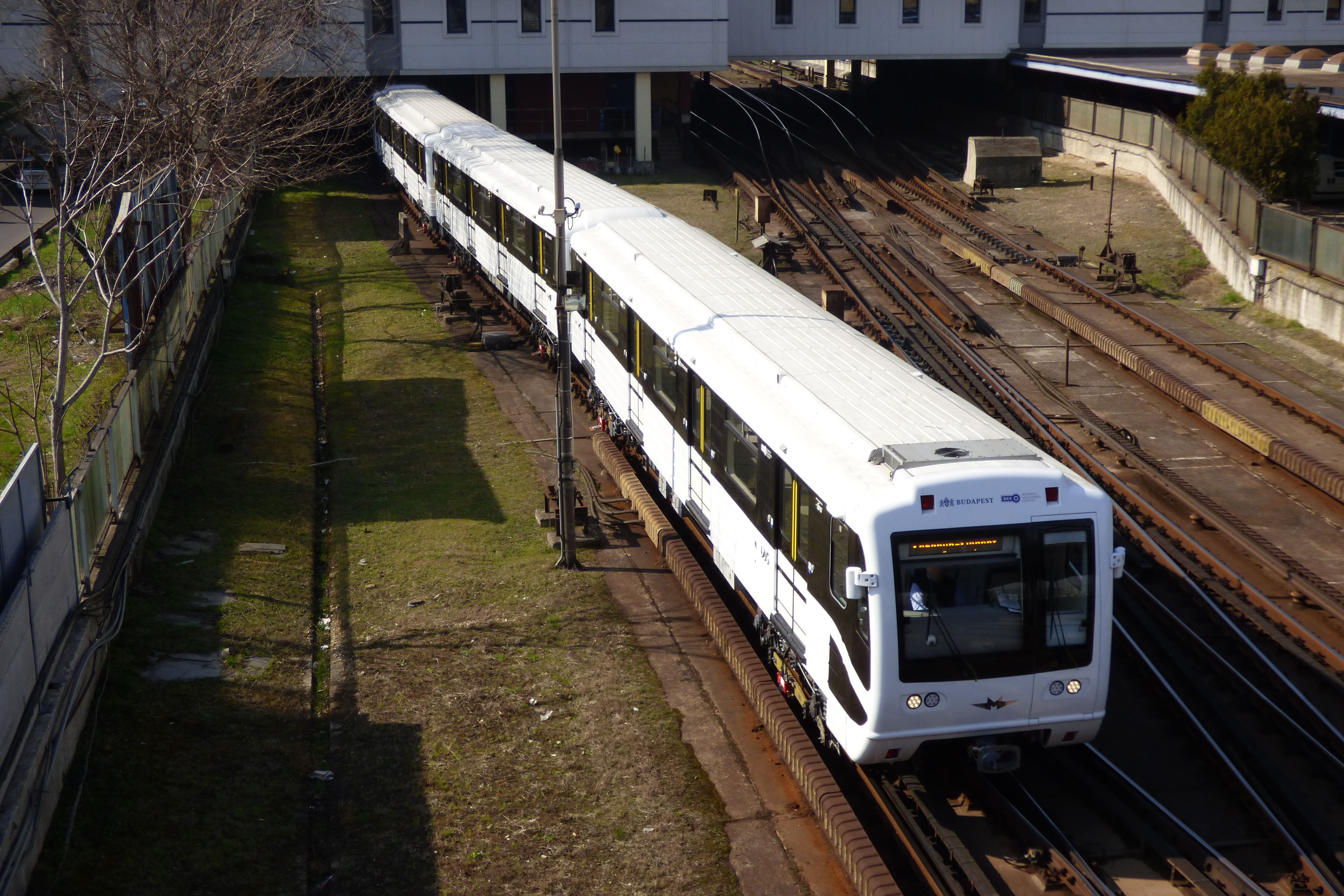
列車車頂
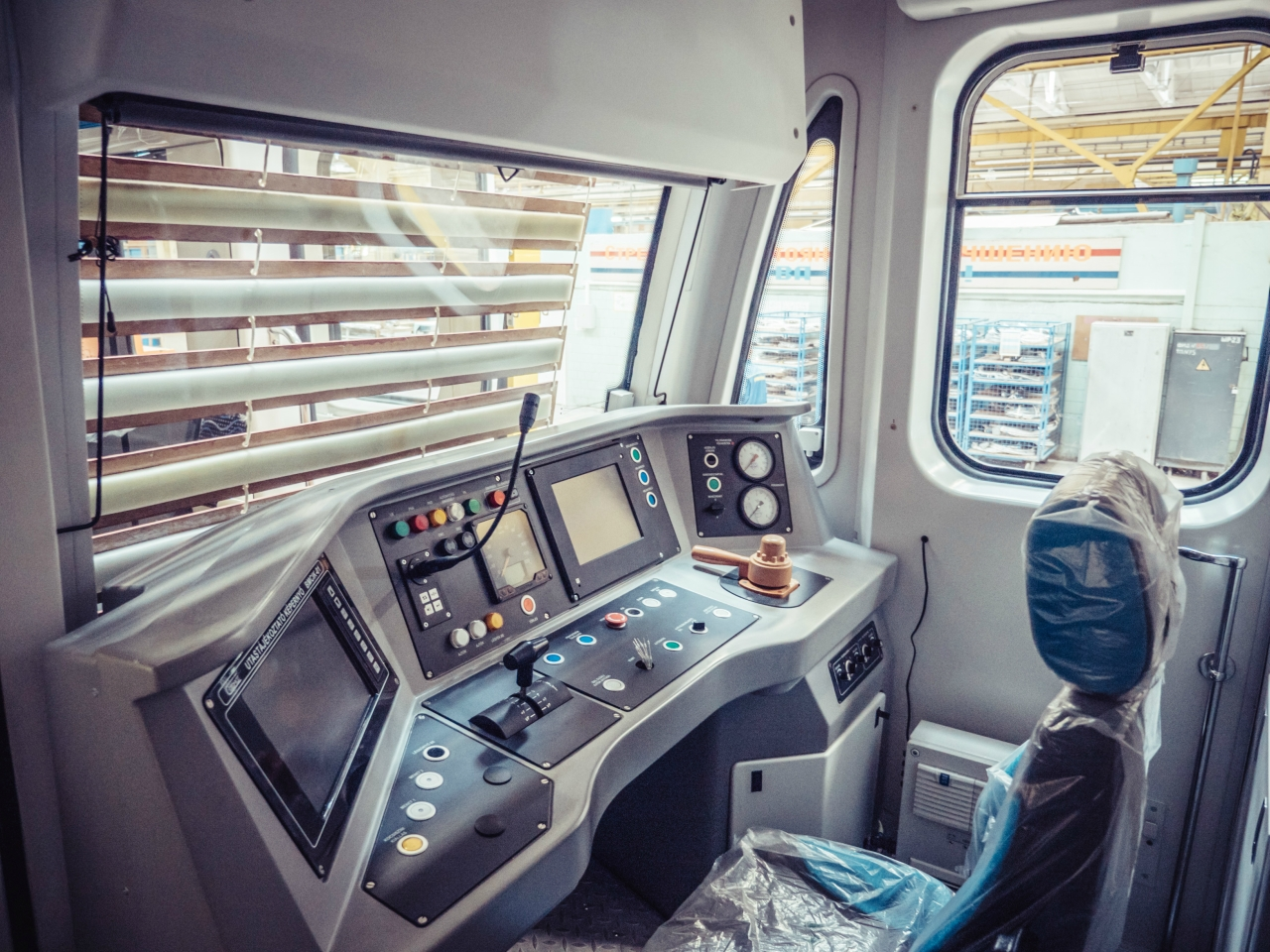
駕駛室內裝
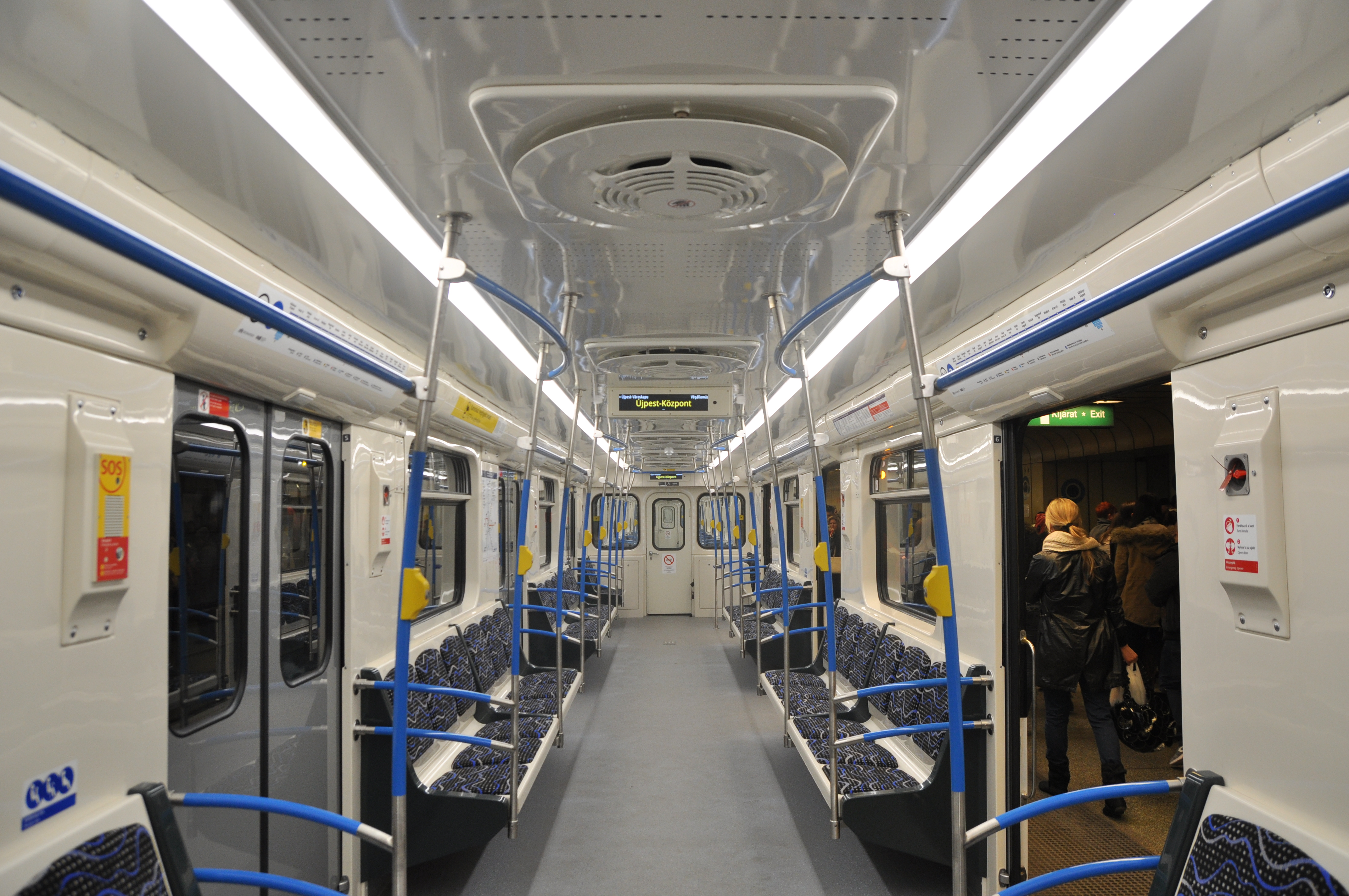
車廂內裝